# Osvald Käpp
Osvald Käpp, né le 17 février 1905 à Tallinn (Estonie) et mort le 22 décembre 1995 à New York (États-Unis), est un lutteur libre de nationalité estonienne.

## Palmarès
Il obtient la médaille d'or olympique en 1928 à Amsterdam en catégorie poids légers.
Au niveau continental, il remporte la médaille d'argent en catégorie poids légers en 1926 et la médaille de bronze en 1927.